# Зъбчат (шелфов ледник)
Шелфовият ледник Зъбчат (на руски: Зубчатый шельфовый ледник; на английски: Zubchatyy Ice Shelf) заема част от крайбрежието на Източна Антарктида, край брега на Земя Ендърби, в акваторията на море Космонавти, част от Индоокеанския сектор на Южния океан. Простира се източната част на големия залив Лена (Кейси) и е с дължина 45 km и ширина до 22 km. На север се затваря от големия полуостров Сакелари. В западния му край навътре в него се вдава залива Хмари.
Шелфовият ледник Зъбчат е открит, изследван и топографски заснет през 1961 – 62 г. от поредната Съветска антарктическа експедиция и е наименуван Зъбчат, поради силно натрошените и назъбени ледени късове, които го изграждат.